# 이와쿠니성 로프웨이

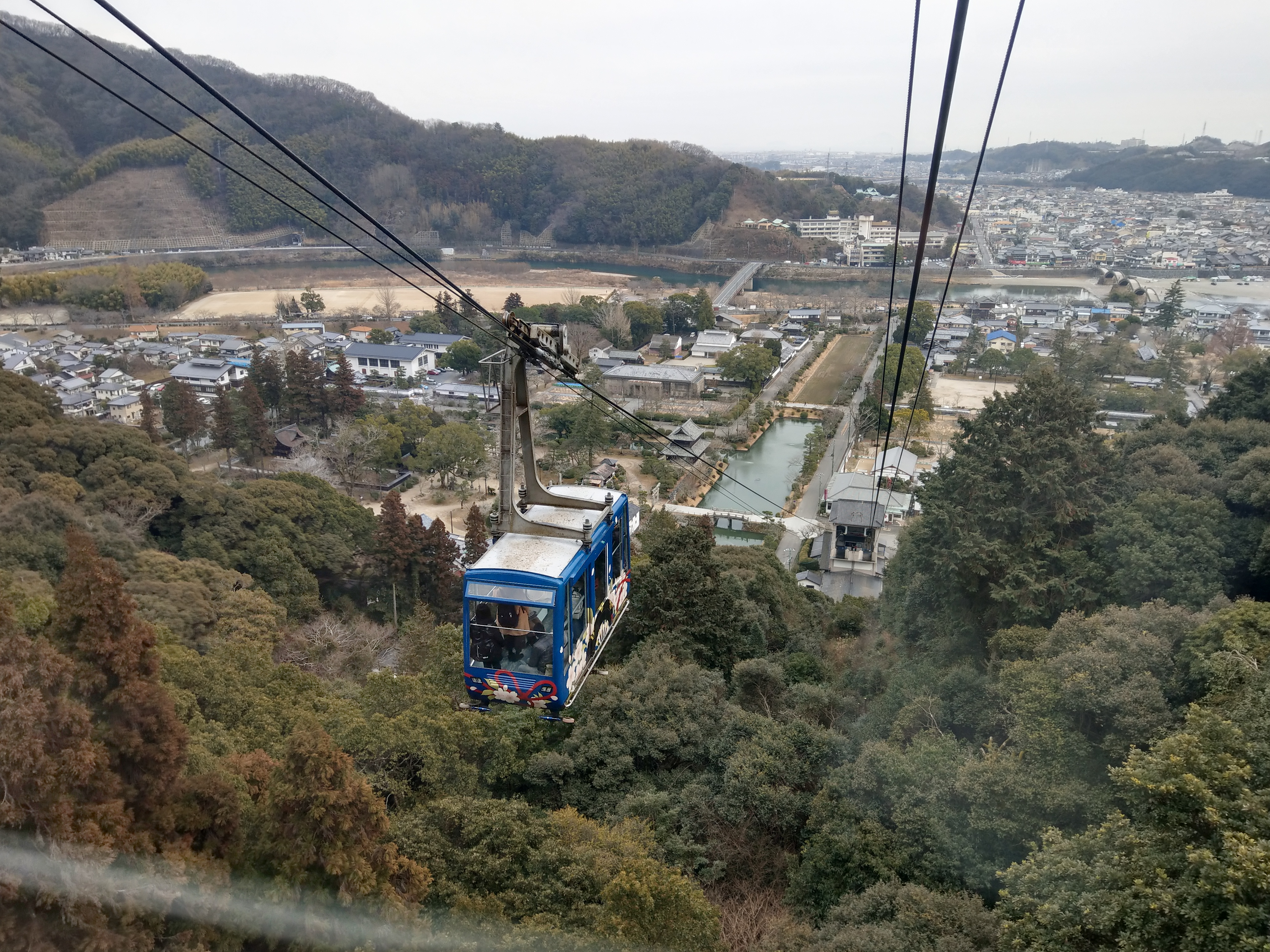
이와쿠니성 로프웨이

이와쿠니성 로프웨이(일본어: 岩国城ロープウェー)는 일본 야마구치현 이와쿠니시의 로프웨이다. 요코산에 있는 이와쿠니성과 협력하기 위해 건설되었으며 현재 니시키가와 철도가 운영 및 관리하고 있다. 이와쿠니성 로프웨이의 전체 길이는 412m이며, 1대당 최대 30명까지 탑승 가능하며, 편도 소요시간은 약 3분이다. 산로쿠역은 깃코 공원 옆에 있고, 산초역은 재건된 이와쿠니성에서 약 300m 떨어져 있다.

## 역
- 산로쿠역 (북위 34° 10′ 16.6″ 동경 132° 10′ 31.3″ / 북위 34.171278°  동경 132.175361° )
- 산초역 (북위 34° 10′ 24.2″ 동경 132° 10′ 19.6″ / 북위 34.173389°  동경 132.172111° )

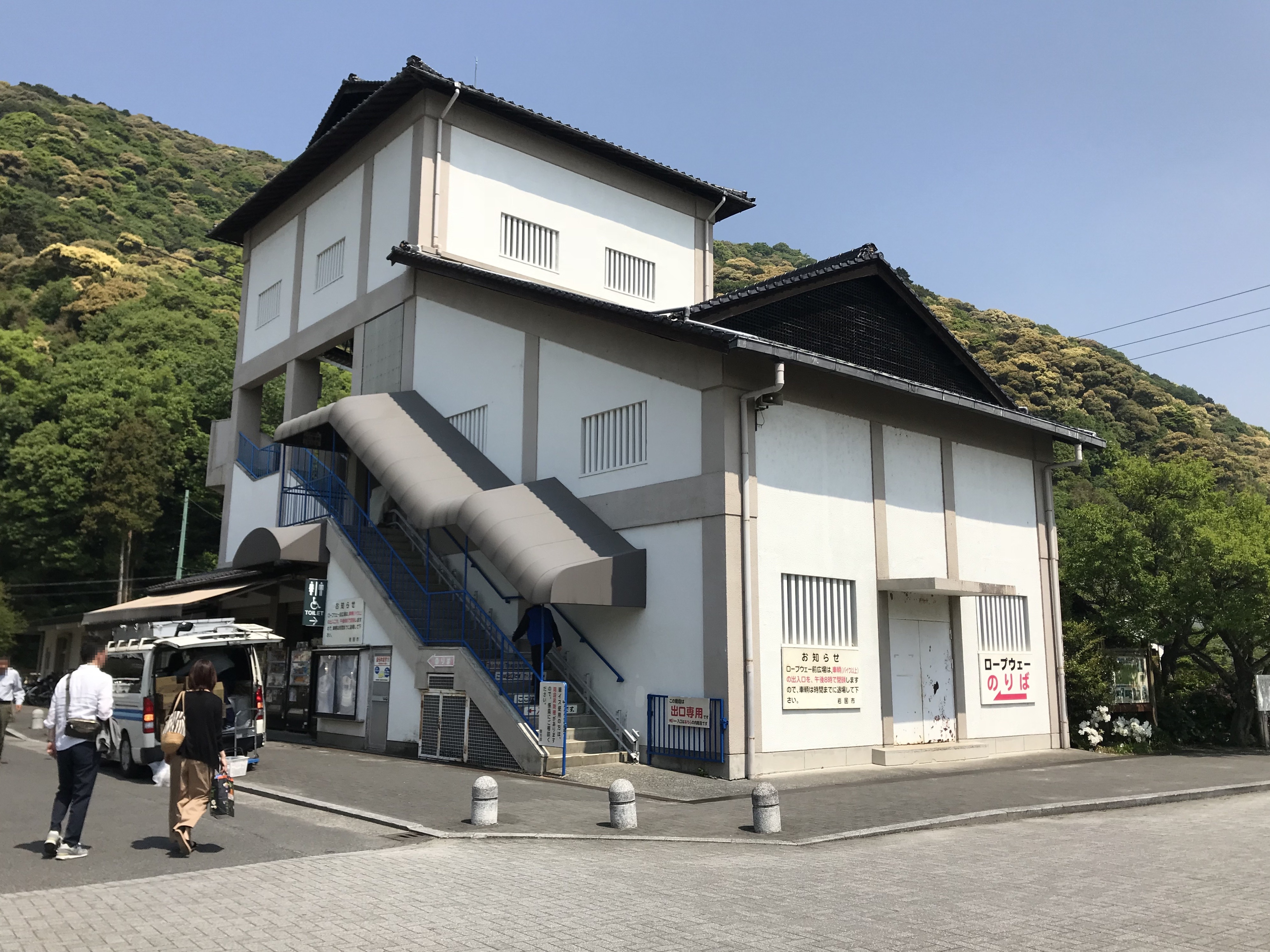
산로쿠역
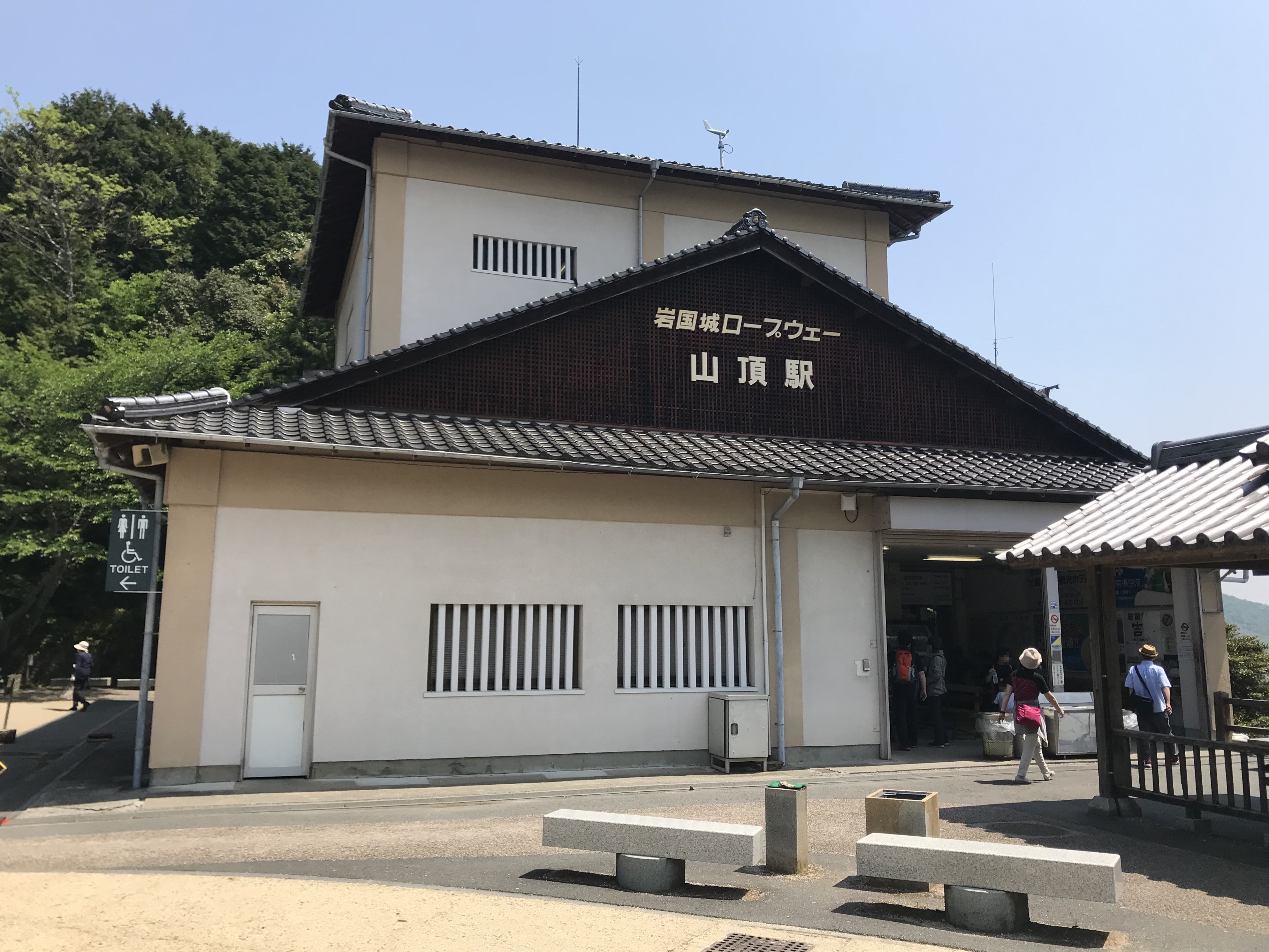
산초역